# Salão dos Reinos

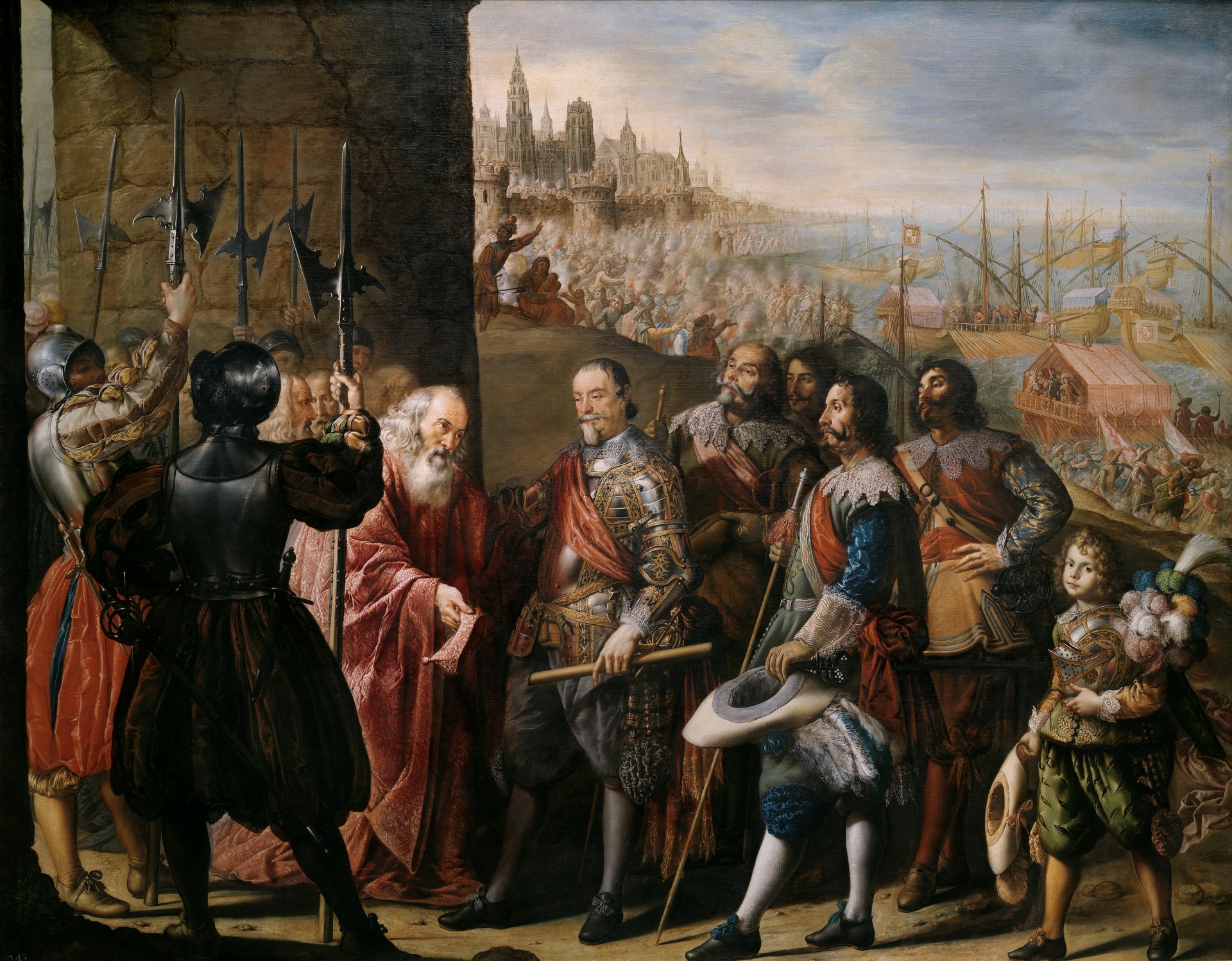
O socorro de Génova pelo segundo Marquês de Santa Cruz, de Antonio de Pereda y Salgado.

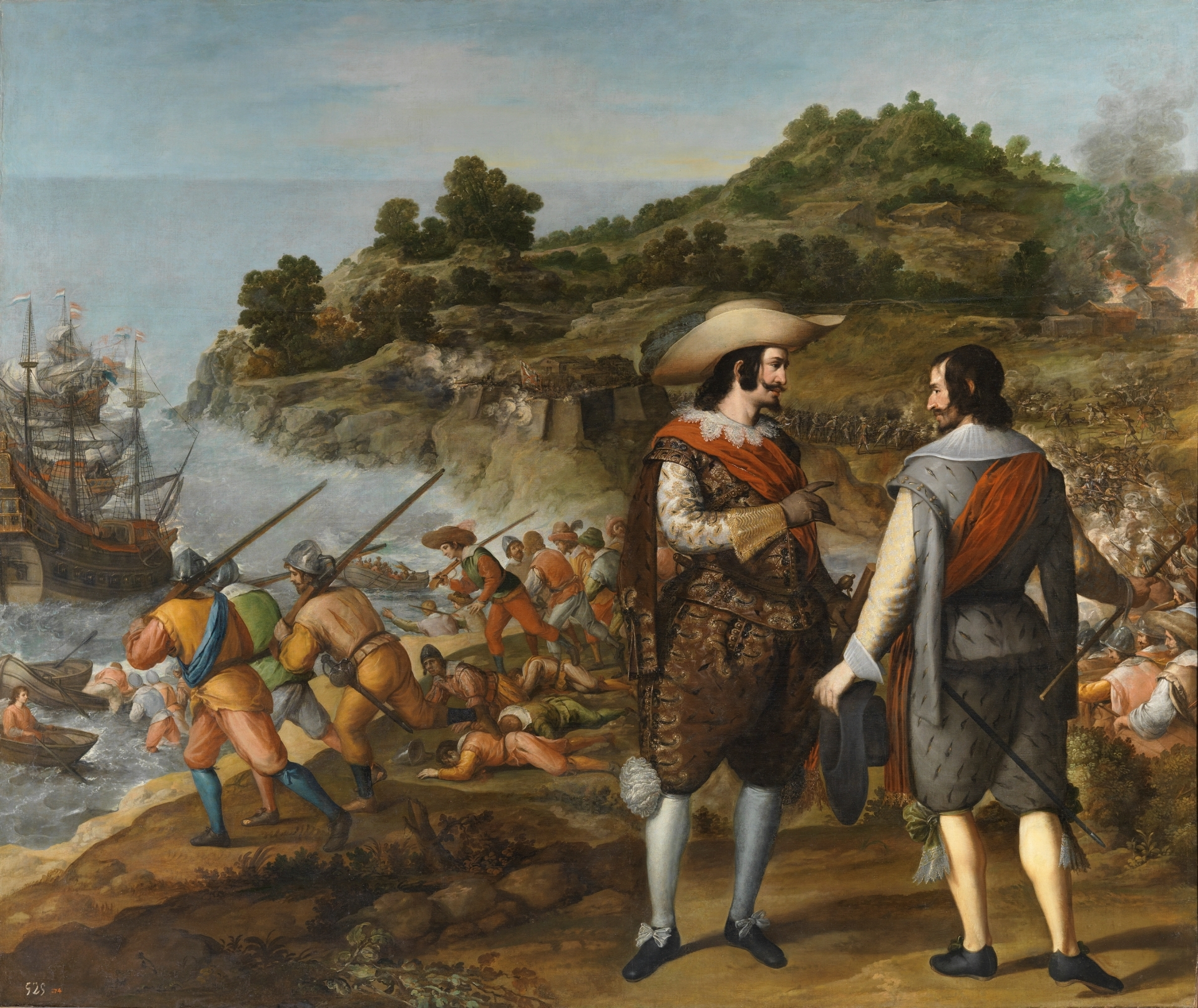
A recuperação da ilha de Porto Rico pelo governador Juan de Haro, de Eugenio Cajés.

O Salão dos Reinos (Salón de Reinos em castelhano), ou salão grande, foi o verdadeiro eixo representativo do antigo Palácio do Bom Retiro, construído entre 1630 e 1635, e que abrigava grandes pinturas, quase todas conservadas atualmente no Museu do Prado. O salão deve seu nome ao facto de que nele estavam pintados os escudos dos vinte e quatro reinos que formavam a Monarquia Católica em tempos de Filipe IV. Durante anos a sua denominação mais popular foi a de Museu do Exército, por o ter acolhido até 2005, altura em que se iniciou a deslocalização do Museu para o Alcázar de Toledo. Juntamente com o Casón del Buen Retiro, o edifício que abriga o Salão dos Reinos é o único remanescente arquitetónico que subsiste do grande conjunto palaciano. Desde outubro de 2015 que se encontra sob gestão do Prado, tendo sido decidida a sua reforma e a reabertura como sala de exposições. A estimativa inicial era ser aberto novamente coincidindo com o Bicentenário do museu em 2019 mas, ao ser escolhido o projeto dos arquitetos Norman Foster e Carlos Rubio em novembro de 2016, foi elaborado um calendário mais realista e espaçado.
Inicialmente em 1630 o Salão foi concebida como um palco em que os reis pudessem assistir às funções teatrais, que eram realizados no pátio, mas quando se optou por erigir o Bom Retiro, um verdadeiro palácio foi adicionado a essa função cerimonial. Nunca deixou de cumprir a sua função estival, sendo utilizado em espetáculos e saraus, e era percorrido por uma varanda a partir da qual se podia observar os festejos de cima. Mas como salão do trono que também era, tinha a missão adicional de impressionar embaixadores e membros ilustres de outras cortes europeias que visitavam o palácio, pelo que se procurou que a decoração fosse a mais sumptuosa de todo o complexo palaciano. Bem iluminado por várias janelas, e entre elas mesas de jaspe com leões de prata, o teto foi revestido de frescos. Além disso, tornou-se o local das paredes e a decoração pictórica, cheio de simbolismo político cujo objetivo era a exaltação do rei Filipe IV. Não se encontra documentação indicando autor do programa decorativo e iconográfico do salão, mas não há dúvida de que o máximo responsável deveria ser o Conde-Duque de Olivares, impulsionador do projeto, contando com Jerónimo de Villanueva, que presenteou os leões e efetuou os pagamentos. Teve ainda o apoio intelectual de Francisco de Rioja e os pintores mais próximos ao monarca e seu valido, João Batista Maíno e Diego Velázquez.

## Distribuição do Salão
O Salão é a zona mais importante do edifício de quatro andares, com cerca de 5.400 metros quadrados de área útil, que outrora foi uma ala do Palácio do Bom Retiro. Conserva em ambas as extremidades, duas torres com pináculos de lousa.
O Salão é de planta retangular e conta com portas nas zonas laterais estreitas. Nos lados norte e sul estavam penduradas doze cenas (uma delas perdida), cujo tema eram as grandes batalhas vencidas pelos exércitos de Filipe IV nos primeiros anos de seu reinado. Entre esses quadros, e sobre as janelas baixas do Salão, tinham dez quadros com os trabalhos de Hércules, pintados por Zurbarán, com os quais se pretendia equiparar as façanhas do semideus com as do rei. A escolha de Hércules não foi casual, já que a Casa de Áustria se considerava descendente deste mítico herói civilizador.
Nas telas das batalhas trabalharam tanto artistas pertencentes à antiga geração, como é o caso de Vicente Carducho ou Eugenio Cajés, que já tinham trabalhado ao serviço de Filipe III, como os mais jovens, formados no naturalismo, caso de João Batista Maíno, Francisco de Zurbarán, requisitado expressamente em Sevilha, Antonio de Pereda e Diego Velázquez, favorito do rei Filipe IV, e ainda outros como Giuseppe Leonardo e Félix Castelo, que deixariam aqui a sua primeira obra importante.
Nos extremos leste e oeste ficaram os retratos, feitos por Diego Velázquez, da família real. A série era composta por retratos equestres de Filipe III e de sua esposa, Margarida da Áustria, situados no muro oeste; e os de Filipe IV e sua esposa Isabel de Bourbon no lado leste, onde se situava a entrada principal do salão. Entre estes e sobre a porta, o retrato do herdeiro da coroa, o príncipe Baltasar Carlos. A distribuição e colocação de degraus queria exemplificar os conceitos de monarquia hereditária e de continuidade dinástica.

### Escudos da abóbada
Atendendo aos títulos do monarca naquele momento, Filipe IV, os escudos apresentados eram os pertencentes a vinte e quatro reinos e dependências da Coroa de Castela em 1635.

Reino de Aragão
Arquiducado da Áustria
Ducado de Borgonha
Ducado de Brabante
Reino da Sardenha
Coroa de Castela
Principado da Catalunha
Reino de Córdoba
Condado de Flandres
Reino da Galiza
Reino de Granada
Reino de Jaén
Reino do México
Ducado de Milão
Reino de Múrcia
Reino de Nápoles
Reino de Navarra
Reino de Sevilha
Reino da Sicília
Reino de Toledo
Reino do Peru
Coroa de Portugal
Reino de Valência
Senhorio de Biscaia

## O Salão na atualidade
O Salão dos Reinos, e o Casón del Buen Retiro, foram os únicos edifícios que se salvaram dos intensos bombardeios e ataques efetuados pelos franceses durante a invasão napoleónica entre 1808 e 1814. O aspeto do edifício encontra-se, infelizmente, muito transformado, devido às reformas que se levaram a cabo no século XIX, no contexto da Guerra da Independência.
Durante mais de 150 anos, o edifício albergou o Museu do Exército. No início do século XXI o Ministério da Cultura de Espanha iniciou uma série de estudos e reformas para deslocar o Museu do Exército para o Alcázar de Toledo, passando o Salão de Reinos, a depender do Museu do Prado, tal como já acontecia com o Casón.
O objetivo inicial desse projeto era dotar o Museu do Exército de uma sede mais adequada, ampla e moderna, e ao mesmo tempo enaltecer o Alcázar. Paralelamente, o Prado pretendia devolver o aspeto original do século XVII ao Salão dos Reinos restituindo-lhe as pinturas que o decoraram. Este trabalho parecia algo mais fácil, porque ainda se conservam em bom estado, como também a pintura mural e os escudos dos reinos na abóbada. No entanto, esta proposta ainda hoje suscita um debate sobre o uso definitivo do edifício. O processo tem-se atrasado devido à falta de financiamento.